# Tazoult-Lambèse
Tazoult-Lambèse (auch Lambèse oder Lambessa, arabisch تازولت) ist ein Ort in der Provinz Batna im Nordosten von Algerien. Bekannt ist er vor allem für sein Hochsicherheitsgefängnis und die bei nahegelegene römische Ruinenstadt Lambaesis.

## Lage
Tazoult-Lambèse liegt am Fuße des Aurès-Gebirges auf 1145 m Höhe und ist im Westen vom Jebel Doufana und Berg Oustili und dem Jebel Tafrent im Süden umgeben. Der Ort befindet sich etwa elf Kilometer südlich von Batna, an der Straße von Batna nach Timgad.

## Geschichte
Die römische Ruinenstadt Lambaesis wurde 1844 von einer französischen Expedition entdeckt. In den folgenden Jahren richtete Frankreich an derselben Stelle eine Strafkolonie ein. Mit Beschluss der Nationalversammlung vom 12. September 1848 erhielt die Stadt den Namen La Nouvelle Lambèse. Napoleon III. ließ während seiner Zeit als Staatspräsident 500 Aufständische des Juniaufstand von 1848 nach Lambese deportieren (Gesetz vom 24. Januar 1850). 1849 begann man mit dem Bau eines Zuchthauses, das 1852 eröffnet würde. Die alte römische Stadtmauer wurde dabei abgebrochen und als Baumaterial für die neuen Gebäude verwendet. Auch in den Folgejahren richteten französische Soldaten schwere Schäden an den römischen Ruinen an.
Um 1900 besaß Lambèse 1366 Einwohner, darunter 571 Franzosen und hatte sich einen Namen als Weinanbaugebiet erworben.
Am 10. März 1994 stürmten muslimische Extremisten das Gefängnis von Tazoult und verhalfen ca. 900 Gefangenen zur Flucht.

## Lambaesis
Das römische Legionslager wurde an der Stelle zweier kleinerer Lager angelegt und 129 n. Chr. fertiggestellt. Es war Standort der Legio III Augusta.
Seit der Regierungszeit von Septimius Severus war Lambaesis Hauptstadt der römischen Provinz Numidia, Municipium und später Kolonie. Archäologische Ausgrabungen ergaben unter anderem ein Lager mit Prätorium, Kasernen und Amphitheater sowie eine Zivilstadt mit Kapitol, Tempeln und Theater.
Danach benannt ist das Titularbistum Lambaesis.